# Louzes
Louzes é uma comuna francesa na região administrativa do País do Loire, no departamento de Sarthe. Estende-se por uma área de 8.3 km². Em 2010 a comuna tinha 103 habitantes (densidade: 12,4 hab./km²).